# 트럼프 월드 타워
트럼프 월드 타워(Trump World Tower)는 미국 맨해튼에 위치한 마천루이다. 총 72층으로 되어 있다.

## 같이 보기
- 뉴욕의 마천루 목록